# آلبرتو ماسی
آلبرتو ماسی (ایتالیایی: Alberto Masi؛ زادهٔ ۲ سپتامبر ۱۹۹۲) یک بازیکن فوتبال اهل ایتالیا است.